# За Есме, с љубављу и мучнином
За Есме, с љубављу и мучнином је приповетка америчког писца Џ. Д. Селинџера. У приповеци је реч о састанку наредника и девојчице пре него што је наредник послат у битку у Другом светском рату. Првобитно је објављена у часопису The New Yorker, 8. априла 1950, а две године касније је антологизована у Селинџеровој збирци Девет прича.
Приповетка је убрзо стекла популарност код читалаца; мање од две недеље након што је објављена, 20. априла, Селинџер „је добио више писама о За Есме него за било које од претходних дела“. Према аутору биографија, Кенету Славенском, приповетка „се сматра једним од најбољих књижевних дела насталих као резултат Другог светског рата.“
Испрва је часопис The New Yorker одбио приповетку, крајем 1949. године те је Селинџер скратио шест страница рукописа.

## Радња
Приповетка почиње позивом на венчање у Енглеској, на којем наратор неће моћи да присуствује, како се датум венчања коси са планираном посетом мајке његове супруге. Наратор не познаје младожењу, али познаје младу. Његов одговор на позив је да понуди неколико писаних белешки у вези са невестом.
Прва од две епизоде о којима наратор приповеда дешава се током олујног поподнева у Девону, у Енглеској, 1944. Група регрутованих Американаца завршава обуку за обавештајне операције на дан Д. Усамљени наратор се шета градом и улази у цркву да слуша пробу дечјег хора. Једна од чланова хора, девојчица од отприлике тринаест година, има став и држање које му скреће пажњу. Када одлази, открива да је на њега чудно утицало дечје „мелодично и несентиментално“ певање.
Како би побегао од кише, наратор се сакрива у чајџиници где поново поново сусреће девојчицу, овог пута у пратњи млађег брата и њихове гувернанте. Осећајући нараторову усамљеност, девојка га укључује у разговор. Сазнајемо да се зове Есме и да су она и њен брат Чарлс сирочад – мајка им је преминула, а отац је убијен у северној Африци док је служио у британској војсци. Она носи његов огромни војни ручни сат за успомену. Есме је бистра, васпитана и зрела за своје године, али је забринута што је можда „хладна особа“ и настоји да буде „саосећајнија“.
У следећој епизоди, сцена се мења у војно окружење, и долази до намерно промене тачке гледишта; приповедач себе више не назива „ја“, већ „наредник Икс“. Савезничке снаге окупирају Европу у недељама након Дана победе. Наредник Икс је стациониран у Баварској и у тренутку приповедања се управо вратио у своју собу, након посете болници у којој је лечен од нервног слома. Још увек показује симптоме свог менталног поремећаја. „Каплар З” (презиме Клеј), колега војник који је блиско са њим сарађивао, опуштено и безочно примећује наредниково физичко погоршање. Када Клеј одлази, наредник Икс почиње да пребира по гомили неотворених писама и открива мали пакет, са поштанским жигом из Девона, који је пристигао скоро годину дана раније. Садржи писмо од Есме и Чарлса, а она је приложила очев ручни сат – „талисман“ – и предлаже нареднику Иксу да га „носи током рата“. Дубоко дирнут, он одмах почиње да се опоравља од свог пада у разочарање и духовну празнину, враћајући своје „способности“. 

## Анализа
Како је рат нестајао из сећања људи, Америка је прихватала „неупитни патриотизам и изражени конформизам“, док је романтична верзија рата  постепено замењивала туробну реалност. Селинџерова жеља је била да говори за оне који су се борили са неславним аспектима рата. 
Циљ приповетке За Есме, с љубављу и мучнином био је да ода почаст ратним ветеранима који су се и у цивилном животу борили са „ратним умором“ тј. посттрауматским стресним поремећајем. Приповетка би такође требало да служи да широј јавности дочара шта је већина некадашњих војника преживела. 
Селинџер је служио као подофицир обавештајних служби на европском фронту – наратор „Наредник Икс“ је „сумњиво налик самом Селинџеру“. Приповетка је више од пуког личног сећања; она представља напор да се понуди нада и исцељење – исцељење у коме је учествовао и сам Селинџер. Славенски истиче да „иако можемо препознати Селинџера у лику наредника Икс, ветерани Другог светског рата препознали су себе.“

## Ликови
- Наредник Икс: Наратор приповетке. Непосредно пре одласка у Нормандију у првом делу, он описује свој сусрет са младом девојком у Девону. У другом делу, написаном у трећем лицу, реч је о кризи коју је јунак доживео током ратних дана.
- Есме: Тринаестогодишња девојчица коју је наредник Икс упознао дан пре него што се придружио рату. У другом делу приче, Есме му шаље писмо док је наредник у рату. На почетку приче читаоцима је објашњено да ће се Есме удати и такође је позвала наредника Икса на церемонију венчања.
- Чарлс: Петогодишњи брат од Есме. Он је са њом на дан када упозна главног наредника.
- Каплар З (Клеј): Цимер штабног наредника Икс у данима након слетања. Клеј се сматра емотивним, једноставним и грубим човеком, као и симболом депривације.[6]
- Лорета: Клејева вереница. Често пише писма Клеју у рату.
- Госпођа Мегли: Госпођа Мегли, неговатељица Есме и Чарлса, која их је довела у чајџиницу на дан када су срели наредника Икса.
- Жена наредника Икса: На почетку приче, наратор (наредник Икс) објашњава да је одлучио да не иде на венчање након разговора са женом.
- Гренчер: Свекрва наредника Икса. Име се помиње на почетку приче.